# سیفرسهوتن
سیفرسهوتن (به آلمانی: Sievershütten) یک شهر در آلمان است که در زگه‌برگ واقع شده‌است. سیفرسهوتن ۱٬۱۷۱ نفر جمعیت دارد.

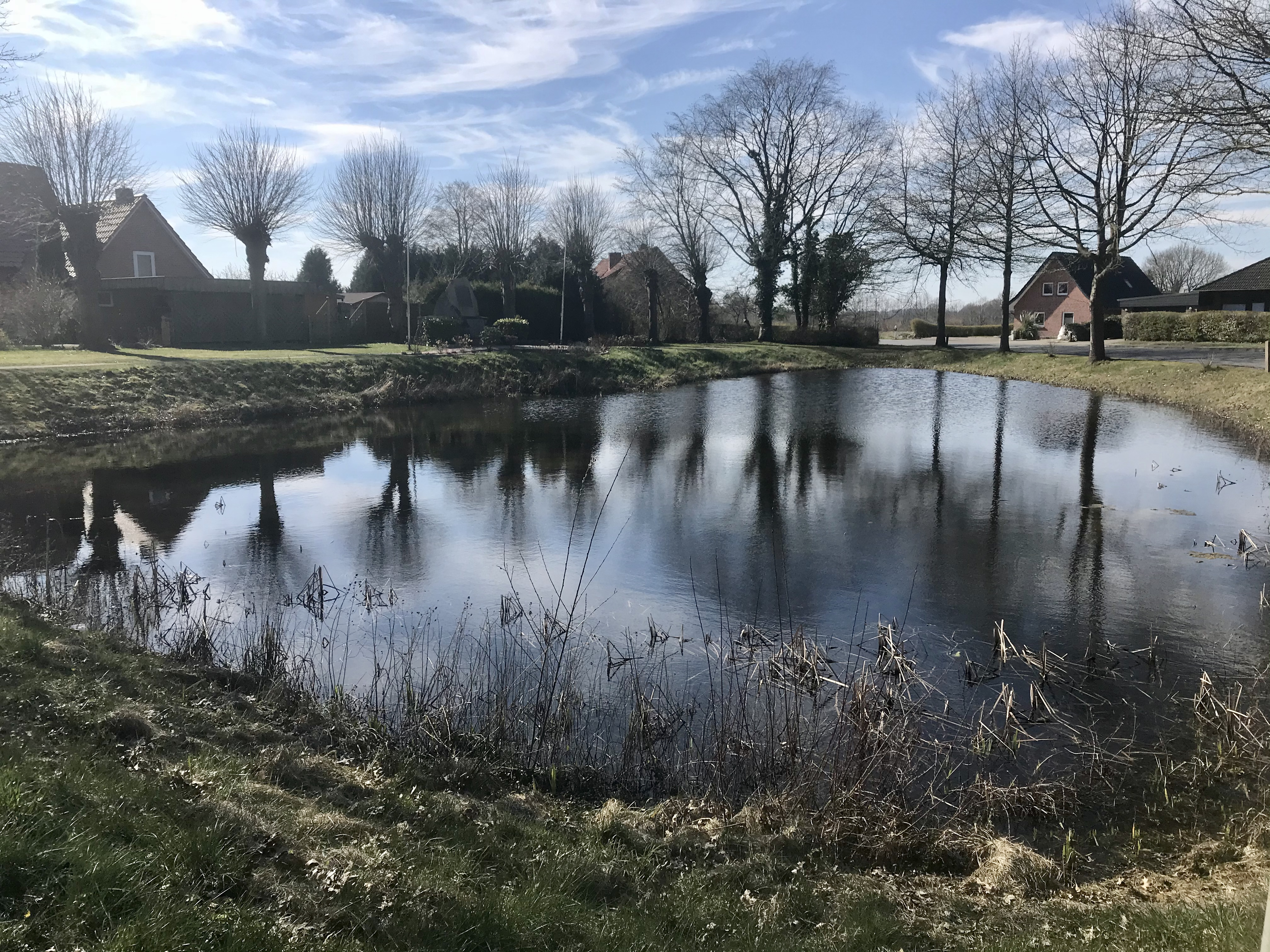
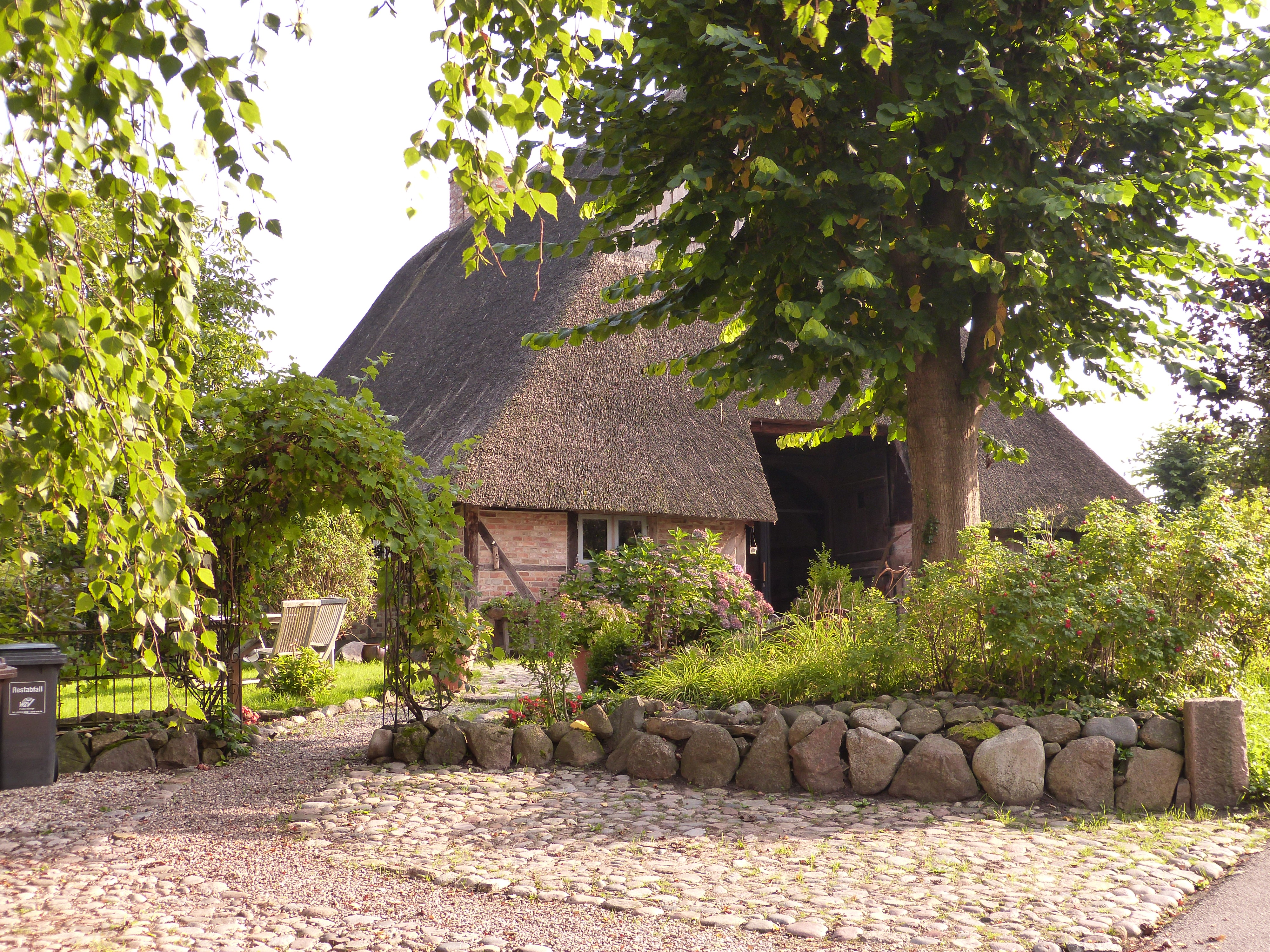